# Emmanuel Igbonekwu
Emmanuel Kelvin Igbonekwu (* 16. Januar 2002) ist ein nigerianischer Fußballspieler.

## Karriere
Igbonekwu kam im Oktober 2020 nach Österreich zum TSV Hartberg, wo er zunächst für die Amateure spielen sollte. Im November 2020 stand er gegen den LASK auch erstmals im Kader der Profis der Steirer.
Sein Debüt für diese gab er im selben Monat im ÖFB-Cup gegen den FK Austria Wien. Im Dezember 2020 debütierte er schließlich auch in der Bundesliga, als er am elften Spieltag der Saison 2020/21 gegen den SKN St. Pölten in der Nachspielzeit für Sascha Horvath eingewechselt wurde. Dies blieb sein einziger Bundesligaeinsatz für die Steirer. Für die Amateure konnte er aufgrund des COVID-bedingten Saisonabbruchs zu keinem Einsatz kommen. Nach der Saison 2020/21 verließ er die Hartberger.
Daraufhin wechselte er im August 2021 nach Schweden zum Malmö FF, wurde allerdings direkt nach Dänemark an den Zweitligisten Jammerbugt FC verliehen. Im Sommer 2023 erfolgte eine erneute Leihe zum Malmöer Drittligisten BK Olympic.